# Ruben Dario (álbum)
Ruben Dario es un disco homenaje al poeta nicaragüense Rubén Darío. El álbum fue producido en el año 2000, contiene parte de la obra poética de Darío; musicalizada, arreglada e interpretada por músicos reconocidos de la talla de Enrique Bunbury, Andrés Calamaro, Daniel Melero, Amaral, Entre Ríos y El Niño Gusano. Dichas canciones son raras en la discografía de cada artista.
El álbum fue editado por Zona de Obras, consta de un CD con trece (13) canciones, que fue regalado con la edición n.º 20 de su revista (ISBN: 2910007422393), con la poesía de Rubén Darío interpretada por grandes artistas del rock en español. 

## Lista de canciones
* Todas las letras son de Rubén Darío.

### Canciones en CD[1]
| N.º | Título                                                                | Escritor(es)                                                                                          | Intérprete         | Duración |  |
| 1.  | «Que el amor no admite cuerdas reflexiones» (a la manera de Santa Fe) | Música: Enrique Bunbury                                                                               | Bunbury            | 4:31     |  |
| 2.  | «Tarde del trópico (IV)»                                              | Música: Andrés Calamaro                                                                               | Andrés Calamaro    | 3:07     |  |
| 3.  | «Ecce Homo»                                                           | Música: Daniel Melero                                                                                 | Daniel Melero      | 4:00     |  |
| 4.  | «Rimas (III)»                                                         | Música: David Kásal                                                                                   | Kásal              | 4:04     |  |
| 5.  | «Melancolía»                                                          | Música: José Lapuente                                                                                 | Dos Lunas          | 3:43     |  |
| 6.  | «Rimas (IV)»                                                          | Música: Eva Amaral y Juan Aguirre                                                                     | Amaral             | 2:35     |  |
| 7.  | «Juventud divino tesoro»                                              | Música: David Broza                                                                                   | David Broza        | 2:44     |  |
| 8.  | «Rimas (XIII)»                                                        | Música: Isol, Gabriel Lucena y Sebastián Carreras                                                     | Entre Ríos         | 1:35     |  |
| 9.  | «4»                                                                   | Música: Andrés Suárez                                                                                 | Suárez             | 2:15     |  |
| 10. | «Tarde del trópico (IV)»                                              | Música: Luis Miguel González Martínez                                                                 | Caballero Reynaldo | 3:11     |  |
| 11. | «La pobre niña»                                                       | Música: Sergio Algora, Sergio Vinadé, Paco Lahiguera, Mario Quesada y Andrés Perruca                  | El Niño Gusano     | 3:24     |  |
| 12. | «Ecce Homo» (fragmento)                                               | Música: Agustina Mendiburu Elicabe, Brian Magallanes, Hilarión del Olmo, María Pérez y Roger Delahaye | Giradioses         | 4:13     |  |
| 13. | «Eco y Yo»                                                            | Música: Andrés Fejerman                                                                               | Andy Chango        | 3:07     |  |